# 長瀨富郎
長瀨富郎（ながせ とみろう、文久3年11月21日（1863年12月31日） - 明治44年（1911年）10月26日），日本企業家，也是花王的創業者。
他出生於美濃國恵那郡福岡村（岐阜県中津川市），於1887年6月在東京都日本橋馬喰町創辦「長瀨商店」。1909年（明治42年）、長瀨富郎罹患肺結核。1911年（明治44年）10月，他以48歳之齡去世。
公司內部懸掛本人親筆字畫：「好運只會眷顧工作勤勉且行為正直的人。」

## 外部連結
- 靠一块肥皂起家，发展130年屹立不倒，这家被称为“妇女之友”的企业，全年营收近900亿元 （页面存档备份，存于）